# Кватернион
Кватернио́ните (на английски: Quaternion) са система на хиперкомплексни числа, предложена от Уилям Роуън Хамилтон през 1843 година.
Умножението на кватерниони не е комутативно; те образуват тяло, което обикновено се обозначава с {\displaystyle \mathbb {H} }.

## История
Хамилтон търси начин да разшири понятието за комплексно число в повече измерения. Отначало опитва с тримерно пространство, но не успява; по-късно е доказано, че това е невъзможно. След това опитва с пространство с четири измерения и така стига до идеята за кватернионите.
Според собствения му разказ на 16 октомври 1843 Хамилтон се разхожда със съпругата си по Роял Канал край Дъблин, когато в ума му внезапно проблясва формулата:
{\displaystyle i^{2}=j^{2}=k^{2}=ijk=-1.}
Притеснен, че може да забрави решението, Хамилтон в нервна възбуда го надрасква с джобното си ножче върху страничен камък в северозападната част на моста Бруум бридж. Днес на това място има паметна плоча с надпис, който гласи:
Тук, както се разхождаше
на 16 октомври 1843 година,
сър Уилям Роуън Хамилтон
в проблясък на гениалност
откри фундаменталната формула
за умножение на кватерниони
{\displaystyle i^{2}=j^{2}=k^{2}=ijk=-1}
и я изчерта върху камъка на този мост.

## Таблица за умножение
По аналогия с комплексните числа Хамилтон пръв въвежда записа на кватернионите като линейна комбинация във формата
{\displaystyle q=a+bi+cj+dk,}
където {\displaystyle \,a,b,c,d} са реални числа, а {\displaystyle \,i,j,k} са взаимно ортогонални имагинерни единици със следната таблица за умножение:
| ·                 | {\displaystyle 1}   | {\displaystyle i}    | {\displaystyle j}    | {\displaystyle k}    |
| {\displaystyle 1} | {\displaystyle \,1} | {\displaystyle \,i}  | {\displaystyle \,j}  | {\displaystyle \,k}  |
| {\displaystyle i} | {\displaystyle \,i} | {\displaystyle \,-1} | {\displaystyle \,k}  | {\displaystyle \,-j} |
| {\displaystyle j} | {\displaystyle \,j} | {\displaystyle \,-k} | {\displaystyle \,-1} | {\displaystyle \,i}  |
| {\displaystyle k} | {\displaystyle \,k} | {\displaystyle \,j}  | {\displaystyle \,-i} | {\displaystyle \,-1} |

Оттук лесно могат да бъдат извлечени следните циклични зависимости:
{\displaystyle \,ij=k}
{\displaystyle \,jk=i}
{\displaystyle \,ki=j}
и
{\displaystyle \,ji=-k}
{\displaystyle \,kj=-i}
{\displaystyle \,ik=-j}
както, разбира се, и основното отношение между трите имагинерни компоненти на кватерниона
{\displaystyle \,i^{2}=j^{2}=k^{2}=ijk=-1}.